# 아이기나 (신화)

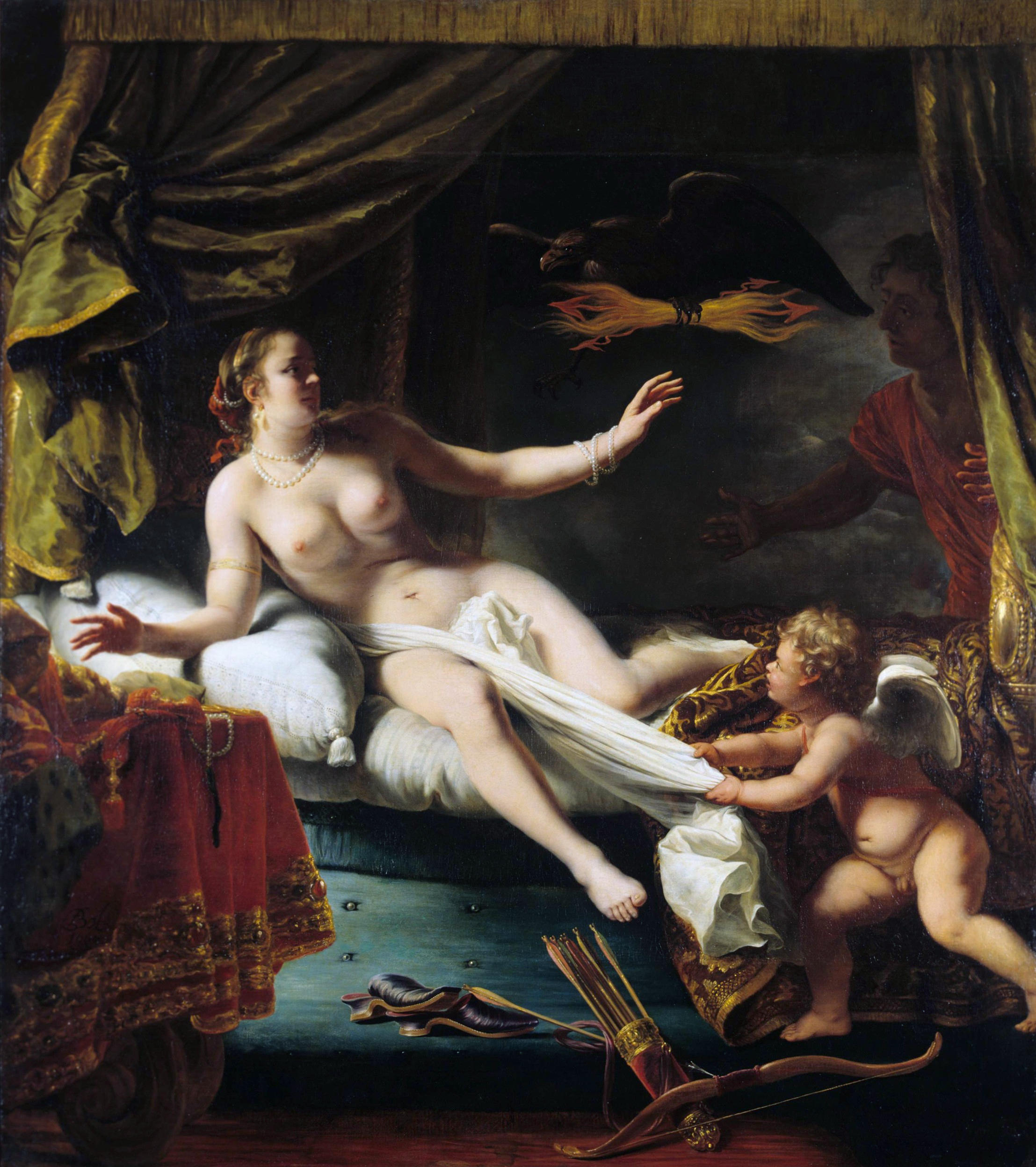
Αἴγινα

아이기나(그리스어: Αἴγινα)는 그리스 신화의 님프로 아티카와 펠로폰네소스 사이의 오이노네섬의 요정이다. 이 섬은 나중에 이 님프의 이름을 따서 아이기나섬으로 명명된다.

## 납치 전설
아이기나는 ‘강의 신’인 아소포스와 요정 메토페 사이에서 태어난 딸이다. 아이기나에게 반한 제우스는 독수리로 변해 아이기나를 낚아 채어 아티카 근처의 오이노네 섬으로 납치해 갔다. 아이기나의 아버지 아소포스는 딸을 찾아 사방으로 돌아다녔는데 코린토스에서 시시포스왕에게 딸과 제우스의 행방을 가르쳐 달라고 요청했다. 시시포스는 자신의 아크로폴리스에다가 분수를 만들어 달라고 하고 아소포스가 분수를 만들어 주자 시시포스는 아소포스에게 독수리로 변한 제우스와 딸의 행방을 알려주었다.
아소포스는 곧장 제우스와 딸이 도망친 섬으로 가서 그들의 방으로 쳐들어갔으나 화가 난 제우스가 벼락을 던져 불에 타고 말았다. 이 때부터 아소포스 강 바닥에 새까만 탄(炭)이 나온다고 한다.

## 아이기나의 자식들
아이기나는 제우스와의 사이에서 아이아코스라는 아들을 낳았는데 이 아들이 아이기나의 왕이 되며 아킬레우스의 아버지 펠레우스를 낳는다.
나중에 아이기나는 테살리아로 가서 악토르와 결혼하여 메노이티오스를 낳았고 이 메노이티오스는 오포스의 왕이 되어 파트로클로스의 아버지가 된다. 이로써 아이기나로 인해 아킬레우스와 파트로클로스는 서로 아버지 혈통을 이어받게 된다.

## 뮈르미돈 족
아이기나를 데려간 제우스의 아내 헤라는 남편이 바람을 피운 것에 앙심을 품고 있었다. 그 여신은 자신의 연적인 아이기나의 이름을 딴 섬 나라 아이기나를 파괴하려고 무서운 역질을 그 나라에 내려 보냈다. 역질은 아이기나의 백성을 엄청나게 죽여버렸고 이에 제우스의 아들이자 아이기나의 왕 아이아코스는 제우스에게 기도를 하며 간청했다. 때마침 참나무(참나무는 제우스의 신목(神木)이기도 하다)지나가던 개미들을 보던 아이아코스는 자신의 나라에도 저 개미들처럼 많은 수의 용감한 백성들 있었으면 좋겠다고 간청했는데 제우스는 그 청을 들어주어 개미들을 사람으로 만들어 주었는데 이들이 바로 유명한 미르미돈 족속이 된다.